# 優先順位

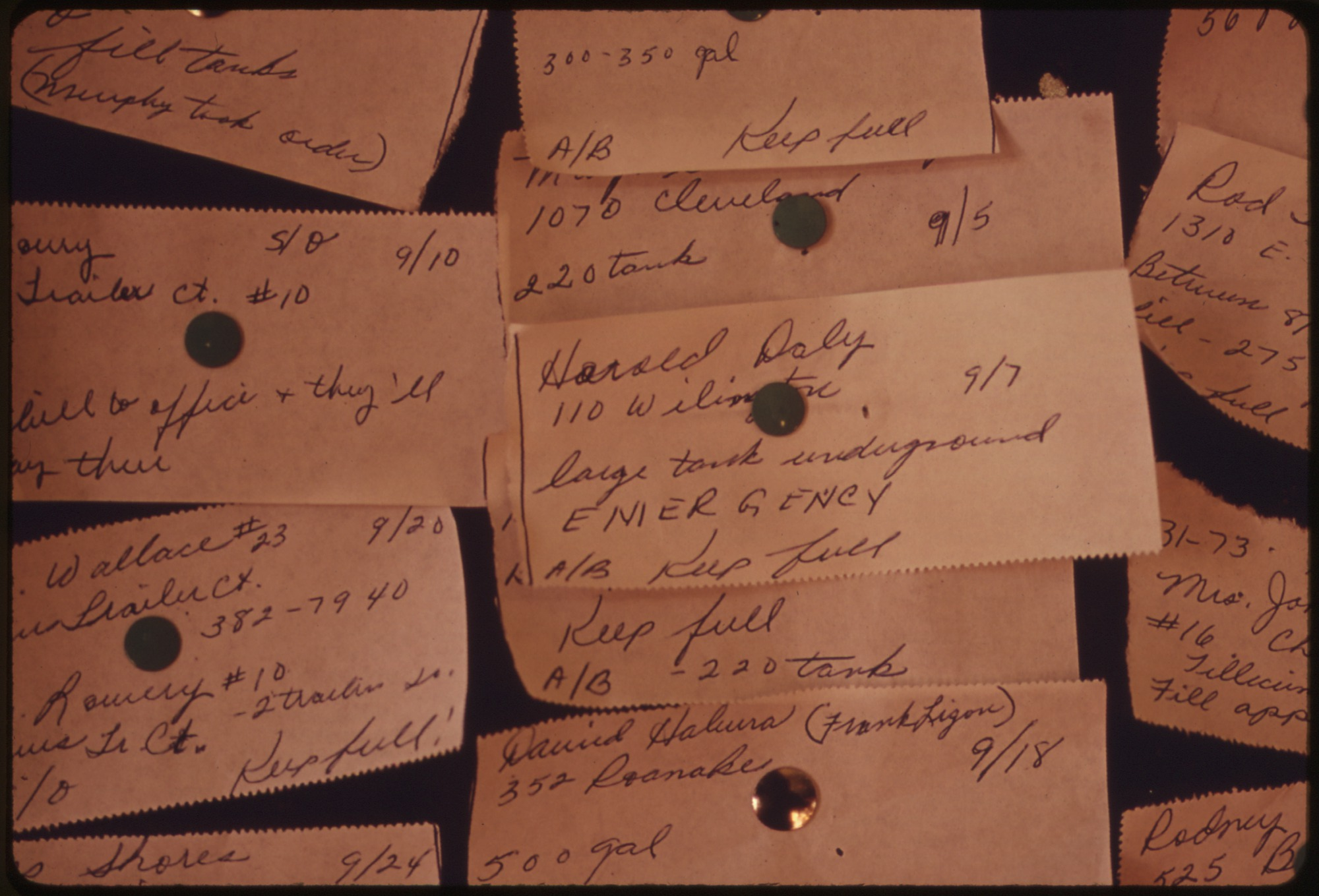
リストの作成は優先順位を定めるための第一歩かもしれないでしょう。

優先順位（ゆうせんじゅんい、優先度、英語: Priority）とは、ものごとが優先される順番のこと。優先順位付け (Prioritization) は、項目や活動を、それぞれの相対的な重要度の順に並べる行為である。意思決定や計画につながる過程のひとつ。
医学的評価においては、同時期の複数の依頼者の中で、目的やケアのために重要度や緊急度の順を定める行為を指す。臨床的には、優先順位を定めることは、限られた資源を使うための論拠や正当性の確保を支援する。優先順位の設定は、時間、資金、専門知識に影響を受ける。 危険優先度数の評価は、医療の場で定めにくい優先順位を定める方法のひとつとなる。医療政策でも疫病負担の多い病気を優先する必要がある。
ビジネスにおいても、目標を掲げ実際に実行するにあたって予算の制約もあるので、優先的に実施する重要なプロジェクトを見分ける必要がある。製品の品質管理においても、工場に虫が入ってきて製品の生産性や品質低下が起こっている時、場当たり的に効果のない対策をするのではなく、その工場に入ってくる虫の特性、過去の混入例といったことを考えていくことで、優先順位を考え効果的に対策することができる。
時間や資金管理など、特定のビジネスの場面で優先順位を定めることを補助するようなソフトウェアが設計されている。コンピュータのプログラミングの分野では、コンピュータが処理すべき溜まっているタスクの優先順位を決定する時間は、タスクが増えるごとに二乗で増えるため、実際の作業に割り当てる時間がなくなってしまうという問題も起こったため、優先順位をもう少し大雑把に計算するという対策が考えられていった。遅刻が多いときこそ、優先順位を見直すべき。

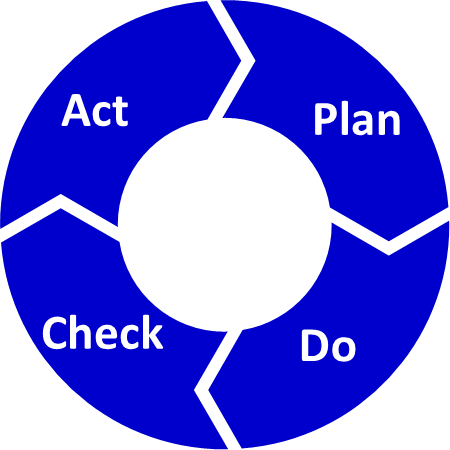
PDCAの図。Plan 分析し優先順位をつけ計画し → Do 実行 → Check 評価 → Act 対処 を繰り返す。

現実的には、最大の価値があるものが判明していないとか、動いてみないと分かってこないということもよくあり、価値観や優先すべき事項を見極めることが必要でそこから目標が立てられる。目標がなければ、近くの確実な結果が得られる選択肢にしか目が向かず、長期的な結果を出しにくい。例えば旅行計画や今度買うテレビの分析に長い時間を費やすが、自分のキャリアについて十分な関心を払わない時、分析マヒ（ビジネス用語）になっている。人には無限の時間はないため、優先される事を見極める必要が出る。
時間をうまく使えないという243人へのアンケートで最も多かったのが、33%の人々で「一度にたくさんのことをしようとすること」が原因になっており、その場合はすべきことの優先順位を決めてから、同時に実行しようとするのではなく順番に集中して取りかかる、つまり一度にひとつのことに集中するという方法もとることができる。